# نگازوبیل
نگازوبیل (به لاتین: Ngazobil) یک منطقهٔ مسکونی در سنگال است که در مبور واقع شده‌است. نگازوبیل ۱۳ متر بالاتر از سطح دریا واقع شده‌است.